# 張琬
張琬（1346年—1372年），字宗琰，江西波陽人，明朝政治人物。
張琬早年中貢士，后授給事中，改为戶部主事。某天，朱元璋问天下财赋及户口情况，其对答如流。朱元璋大喜，并立即升其为户部侍郎。其敢于就灾民租税上言时政，但其二十七岁即逝，世人为之叹息。